# Gurbax Malhi
Gurbax Singh Malhi (né le 12 octobre 1949 à Pendjab en Inde) est un homme politique canadien.

## Biographie
Il devint député à la Chambre des communes du Canada, représentant la circonscription de Bramalea—Gore—Malton sous la bannière du Parti libéral du Canada en 1993. Réélu en 1997, 2000, 2004, 2006 et en 2008, il termina troisième, derrière les candidats conservateur et néo-démocrate, lors des élections de 2011.
Il fut d'abord élu au parlement en 1993, défaisant le député progressiste-conservateur sortant Harry Chadwick et la candidate réformiste Darlene Florence dans sa circonscription. Lui et son collègue libéral Herb Dhaliwal furent les deux premiers Sikhs canadiens à être élus à la Chambre des communes.
Malhi fut également le premier « Sikh à turban » dans tout le monde occidental à être élu à un parlement. Avant 1993, la loi canadienne interdisait tout couvre-chef, quel qu'il fut, dans la Chambre des communes. L'insistance de Malhi à porter son turban a mené à la modification de la loi peu après l'élection.